# Эмерсон, Роб
Роберт Майкл Эмерсон (англ. Robert Michael Emerson; род. 30 июля 1981, Ньюпорт-Бич) — американский боец смешанного стиля, представитель лёгкой, полулёгкой и легчайшей весовых категорий. Выступает на профессиональном уровне начиная с 2002 года, известен по участию в турнирах таких бойцовских организаций как UFC, Bellator, KOTC, ACB, Pancrase и др. Участник пятого сезона бойцовского реалити-шоу The Ultimate Fighter.

## Биография
Роб Эмерсон родился 30 июля 1981 года в городе Ньюпорт-Бич, штат Калифорния.

### Начало профессиональной карьеры
Дебютировал в смешанных единоборствах на профессиональном уровне в июне 2002 года — в первом же бою встретился с бывшим чемпионом UFC Дженсом Пулвером и уступил ему единогласным решением судей. 
В дальнейшем выступал в различных небольших промоушенах, в том числе в калифорнийской организации King of the Cage. Несколько раз выезжал драться в Японию, отметился выступлениями на турнирах таких известных японских организаций как Deep и Pancrase.

### The Ultimate Fighter
В 2007 году Эмерсон участвовал в пятом сезоне популярного бойцовского реалити-шоу The Ultimate Fighter, где состоял в команде Би Джей Пенна. В третьем эпизоде проиграл сдачей будущему победителю шоу Нейту Диасу, но позже руководством был возврящён в состав участников, после того как из-за проблем с весом досрочно выбыл другой участник Гейб Рюдигер. Заменив Рюдигера, Эмерсон впоследствии вышел в клетку против Кори Хилла и уступил ему единогласным судейским решением.

### Ultimate Fighting Championship
Несмотря на проигрыш в TUF, Эмерсон всё же получил возможность подписать контракт с крупнейшей бойцовской организацией мира Ultimate Fighting Championship и в феврале 2008 года дебютировал в октагоне, встретившись с Грэем Мейнардом. В начале второго раунда в результате проведённого Мейнардом броска оба бойца оказались в нокауте, и поединок был признан несостоявшимся.
Продолжая выступать в UFC, позже Эмерсон взял верх над такими известными бойцами как Кэйта Накамура, Манвел Гамбурян и Филлип Новер, но проиграл Курту Пеллегрино, Рафаэлу дус Анжусу и Нику Ленцу. После поражения от Ленца в 2010 году покинул промоушн и затем выступал в менее престижных организациях.

### Bellator MMA
В 2013 году Эмерсон подписал контракт с другой крупной американской организацией Bellator MMA. Должен был дебютировать здесь в поединке с Патрисиу Фрейри, но получил травму и вынужден был отказаться от этого боя.
Впоследствии победил в Bellator Джареда Даунинга и Джо Таймангло, но проиграл Рафаэлу Силве. На этом его сотрудничество с организацией подошло к концу.

### Дальнейшие выступления
Сделав некоторый перерыв, в 2016 году Роб Эмерсон вернулся в ММА и продолжил выступать на профессиональном уровне. Отметился несколькими выступлениями в России на турнирах организаций ACB и WFCA, встречался с такими известными российскими бойцами как Магомедрасул Хасбулаев и Михаил Малютин, однако обоим проиграл.

## Статистика в профессиональном ММА
| Боёв 34         | Побед 19 | Поражений 14 |
| --------------- | -------- | ------------ |
| Нокаутом        | 5        | 0            |
| Сдачей          | 6        | 2            |
| Решением        | 8        | 12           |
| Не состоявшихся | 1        | 1            |

| Результат    | Рекорд    | Соперник               | Способ                             | Турнир                                 | Дата             | Раунд | Время | Место                   | Примечание                                    |
| ------------ | --------- | ---------------------- | ---------------------------------- | -------------------------------------- | ---------------- | ----- | ----- | ----------------------- | --------------------------------------------- |
| Поражение    | 20-14 (1) | Михаил Малютин         | Единогласное решение               | ACA 93: Balaev vs Zhamaldaev           | 16 марта 2019    | 3     | 5:00  | Санкт-Петербург, Россия |                                               |
| Поражение    | 20-13 (1) | Магомедрасул Хасбулаев | Сдача (удушение сзади)             | WFCA 54: Dudaev vs. Taimanglo          | 16 ноября 2018   | 2     | 1:57  | Мадинат-Иса, Бахрейн    |                                               |
| Победа       | 20-12 (1) | Шамиль Шахбулатов      | Единогласное решение               | ACB 87: Whiteford vs Mousah            | 19 мая 2018      | 3     | 5:00  | Ноттингем, Англия       |                                               |
| Поражение    | 19-12 (1) | Рофон Стотс            | Единогласное решение               | VFC 56                                 | 14 апреля 2017   | 5     | 5:00  | Омаха, США              | Лишился титула чемпиона VFC в легчайшем весе. |
| Победа       | 19-11 (1) | Райан Робертс          | TKO (травма колена)                | VFC 54                                 | 9 декабря 2016   | 1     | 1:34  | Омаха, США              | Выиграл титул чемпиона VFC в полулёгком весе. |
| Победа       | 18-11 (1) | Шон Уэст               | Сдача (удушение сзади)             | VFC 51                                 | 24 июня 2016     | 3     | 5:00  | Урбандейл, США          | Выиграл титул чемпиона VFC в легчайшем весе.  |
| Поражение    | 17-11 (1) | Рафаэл Силва           | Единогласное решение               | Bellator 127                           | 3 октября 2014   | 3     | 5:00  | Темекьюла, США          |                                               |
| Победа       | 17-10 (1) | Джо Таймангло          | Единогласное решение               | Bellator 116                           | 11 апреля 2014   | 3     | 5:00  | Темекьюла, США          |                                               |
| Победа       | 16-10 (1) | Джаред Даунинг         | Сдача (обратное скручивание пятки) | Bellator 104                           | 18 октября 2013  | 1     | 1:44  | Сидар-Рапидс, США       |                                               |
| Победа       | 15-10 (1) | Муса Толивер           | Сдача (треугольник)                | Fight Club OC                          | 4 октября 2012   | 1     | 4:20  | Коста-Меса, США         |                                               |
| Победа       | 14-10 (1) | Джейсон Уильямс        | Сдача (удушение сзади)             | Fight Club OC                          | 16 августа 2012  | 1     | 2:05  | Коста-Меса, США         |                                               |
| Победа       | 13-10 (1) | Савант Янг             | Сдача (удушение сзади)             | TPF 12: Second Coming                  | 9 марта 2012     | 3     | 4:29  | Лемор, США              |                                               |
| Поражение    | 12-10 (1) | Джастин Салас          | Единогласное решение               | Full Force Fighting: Vol. 1            | 30 января 2011   | 3     | 5:00  | Денвер, США             | Бой за титул чемпиона FFF в лёгком весе.      |
| Победа       | 12-9 (1)  | Эрик Рейнольдс         | Раздельное решение                 | Art of Fighting 10                     | 4 декабря 2010   | 3     | 5:00  | Истеро, США             |                                               |
| Победа       | 11-9 (1)  | Родни Роден            | TKO (удары руками)                 | Pure Combat 12: Champions for Children | 25 сентября 2010 | 1     | 3:33  | Кловис, США             |                                               |
| Поражение    | 10-9 (1)  | Ник Ленц               | Единогласное решение               | UFC Fight Night: Florian vs. Gomi      | 31 марта 2010    | 3     | 5:00  | Шарлотт, США            |                                               |
| Победа       | 10-8 (1)  | Филлип Новер           | Единогласное решение               | UFC 109                                | 6 февраля 2010   | 3     | 5:00  | Лас-Вегас, США          |                                               |
| Поражение    | 9-8 (1)   | Рафаэл дус Анжус       | Единогласное решение               | UFC 103                                | 19 сентября 2009 | 3     | 5:00  | Даллас, США             |                                               |
| Поражение    | 9-7 (1)   | Курт Пеллегрино        | Сдача (удушение сзади)             | UFC Fight Night: Lauzon vs. Stephens   | 7 февраля 2009   | 2     | 3:14  | Тампа, США              |                                               |
| Победа       | 9-6 (1)   | Манвел Гамбурян        | KO (удары руками)                  | UFC 87                                 | 9 августа 2008   | 1     | 0:12  | Миннеаполис, США        | Нокаут вечера.                                |
| Победа       | 8-6 (1)   | Кэйта Накамура         | Раздельное решение                 | UFC 81                                 | 2 февраля 2008   | 3     | 5:00  | Лас-Вегас, США          |                                               |
| Не состоялся | 7-6 (1)   | Грэй Мейнард           | NC (обоюдный нокаут)               | The Ultimate Fighter 5 Finale          | 23 июня 2007     | 2     | 0:39  | Лас-Вегас, США          | Бой вечера.                                   |
| Победа       | 7-6       | Кэндзи Араи            | Единогласное решение               | Pancrase: Blow 6                       | 27 августа 2006  | 3     | 5:00  | Иокогама, Япония        |                                               |
| Победа       | 6-6       | Такафуми Ито           | Единогласное решение               | Pancrase: Blow 4                       | 2 мая 2006       | 3     | 5:00  | Токио, Япония           |                                               |
| Победа       | 5-6       | Джейми Шмидт           | TKO (удары руками)                 | TC 13: Anarchy                         | 11 марта 2006    | 2     | 1:02  | Дель-Мар, США           |                                               |
| Победа       | 4-6       | Джулиан Саманьего      | TKO (удары руками)                 | KOTC 61: Flash Point                   | 23 сентября 2005 | 1     | 2:15  | Сан-Джасинто, США       |                                               |
| Поражение    | 3-6       | Мелвин Гиллард         | Раздельное решение                 | RCF: Cold Hearted                      | 19 февраля 2005  | 3     | 5:00  | Билокси, США            |                                               |
| Поражение    | 3-5       | Ренди Веларде          | Решение большинства                | KOTC 44: Revenge                       | 14 ноября 2004   | 2     | 5:00  | Сан-Джасинто, США       |                                               |
| Победа       | 3-4       | Джо Камачо             | Единогласное решение               | KOTC 41: Relentless                    | 29 сентября 2004 | 2     | 5:00  | Сан-Джасинто, США       |                                               |
| Победа       | 2-4       | Джастин Беркли         | Сдача (треугольник руками)         | Total Combat 3                         | 30 мая 2004      | 2     | N/A   | Тихуана, Мексика        |                                               |
| Поражение    | 1-4       | Докондзёносукэ Мисима  | Единогласное решение               | Deep: 14th Impact                      | 18 апреля 2004   | 3     | 5:00  | Осака, Япония           |                                               |
| Поражение    | 1-3       | Хавьер Васкес          | Раздельное решение                 | Shooto USA: Warrior Spirit: Evolution  | 14 ноября 2003   | 3     | 5:00  | Лас-Вегас, США          |                                               |
| Победа       | 1-2       | Крис Бреннан           | Сдача (замок ахила)                | Hitman Fighting 3                      | 2 мая 2003       | N/A   | N/A   | Санта-Ана, США          |                                               |
| Поражение    | 0-2       | Джамал Перкинс         | Единогласное решение               | KOTC 19: Street Fighter                | 7 декабря 2002   | 2     | 5:00  | Сан-Джасинто, США       |                                               |
| Поражение    | 0-1       | Дженс Пулвер           | Единогласное решение               | Ultimate Wrestling                     | 29 июня 2002     | 3     | 5:00  | Миннеаполис, США        |                                               |